# Il mondo dei robot
Il mondo dei robot (Westworld) è un film del 1973 scritto e diretto da Michael Crichton.
Precursore del tema della macchina che si ribella all'uomo, viene da molti considerato un cult. Il film si avvale dell'icona western del Pistolero interpretato da Yul Brynner, citazione del suo personaggio nel celebre I magnifici sette (1960).
Il mondo dei robot viene sovente accreditato come il primo film realizzato anche con l'ausilio della grafica computerizzata per alcuni effetti speciali. Si ritiene inoltre che proprio in questo film sia stata usata per la prima volta la definizione di virus in relazione al malfunzionamento della rete di computer.
Curiosità: quando i personaggi Peter Martin e John Blane arrivano nel parco e stanno per essere trasportati nel mondo del West da loro prescelto si fa riferimento alla perfezione dei robot tranne per un particolare, ovvero le mani. Altamente profetico di ciò che sarà più di cinquant'anni dopo l'errore commesso dall'intelligenza artificiale nel riprodurre immagini antropomorfe.

## Trama
Nell'anno 2000, futuribile al tempo della realizzazione, lo sviluppo tecnologico permette la produzione di androidi, ovvero robot antropomorfi, in grado di imparare, mostrare emozioni e interagire con gli esseri umani. Si è creato Delos, un parco di divertimenti a tema per turisti facoltosi, la cui retta giornaliera è di mille dollari, dove si possono vivere a scelta le vicende storiche, o meglio dettate dalla cinematografia, dell'Antica Roma, del Medioevo e del Far West, nelle rispettive ambientazioni curate nel dettaglio. Degli androidi interagiscono con i turisti assecondandoli completamente, anche intimamente, per garantire loro il divertimento senza rischi. I robot sono monitorati costantemente da esseri umani di una sala controllo, dotata di macchinari informatici d'avanguardia.
Due turisti americani, John Blane e Peter Martin, giungono presso Westernlandia dove presto si scontrano a duello con un "pistolero". Essi hanno in dotazione armi autentiche, sebbene dotate di un sensore che le disattiva istantaneamente in caso si punti una persona in carne ed ossa. Dalla sala controllo tuttavia si segnalano guasti e malfunzionamenti in crescendo. In una riunione con il direttore, i tecnici dichiarano di ignorare il funzionamento e lo schema dei nuovi androidi, in quanto programmati da computer, iniziando a dubitarne l'affidabilità. Il direttore, però, non ne vuole sentire e ordina che gli androidi rimangano attivi per evitare una costosissima chiusura.
Le prime avvisaglie di pericolo si hanno quando un robot-serpente morde Blane ed una cortigiana-robot del padiglione medievale respinge vivacemente la seduzione di un turista, il quale a sua volta resta ucciso in un duello con un cavaliere androide. È solo l'inizio di una serie di disfunzioni a catena, che si diffondono nel sistema come un virus, rendendosi conto che per qualche ragione sconosciuta, i robot sono andati fuori controllo. 
Il pistolero-robot ucciderà Blane e, contemporaneamente, nel padiglione romano, i robot daranno vita a una carneficina che dalla sala controllo sarà impossibile fermare, nonostante il distacco progressivo di tutte le fonti di energia. Saranno proprio i tecnici della sala a farne le spese perché gli ingressi e gli impianti di ventilazione si bloccheranno, condannandoli alla morte per soffocamento. Martin, l'unico superstite, riesce a neutralizzare il pistolero dopo essere sfuggito a un lungo inseguimento che lo aveva portato dapprima nella zona dell'antica Roma, e infine nel mondo medievale.

## Produzione
Il soggetto fu rifiutato da tutte le compagnie cinematografiche; solo la MGM era interessata al soggetto, ma impose drastici tagli agli effetti speciali, concedendo a Crichton solo 6 settimane di tempo. Durante le riprese, un colpo a salve ustionò la cornea di Yul Brynner, che dovette rinunciare a portare le lenti a contatto lucide che davano lo sguardo speciale al robot del suo personaggio, così la produzione si dovette fermare per diverse settimane.
Il film fu realizzato in anamorfico Panavision.
L'unico effetto al computer fu quello ottenuto da John Whitney (esperto di effetti speciali) con le immagini in soggettiva del robot-Brynner. Questo procedimento, molto difficoltoso per l'epoca, richiese mesi di lavoro per poche decine di secondi di girato.
Finite le riprese, a detta della produzione il primo montaggio era un disastro e non distribuibile. Venne così chiamato David Bretherton (premio Oscar per Cabaret) e, con l'apporto di nuove scene, il film fu pronto per la distribuzione. Nonostante questo, i dirigenti della MGM non erano soddisfatti del lavoro svolto ma pubblicarono ugualmente il film, che a dispetto di tutto ebbe un grande successo commerciale.

## Distribuzione
Il film è stato distribuito nelle sale cinematografiche italiane nel mese di dicembre del 1973.

### Data di uscita
Alcune date di uscita internazionali nel corso degli anni sono state:
- 21 novembre 1973 negli Stati Uniti d'America (Westworld)[4]
- 7 dicembre 1973 in Italia[5]

Il film fu trasmesso nella TV italiana, per la prima volta, nel maggio 1978 in seconda serata sulla allora Rete Due RAI, riscuotendo successo di ascolti e il plauso degli spettatori.

## Sequel
Il film ebbe un seguito nel 1976: Futureworld - 2000 anni nel futuro diretto da Richard T. Heffron; 
Nel 1980 fu realizzata la miniserie di 5 puntate Alle soglie del futuro (Beyond Westworld);
Nel 2016 la HBO ha prodotto la serie Westworld - Dove tutto è concesso (Westworld).

## Critica
(Fantafilm)

## Influenza culturale
Nonostante il contenuto palesemente fantastico (non sono ancora stati realizzati androidi con le capacità ipotizzate nel film), il tono cupamente drammatico che aleggia fin dall'inizio sul film lo rende inquietante. Vent'anni prima di Jurassic Park (dal romanzo dello stesso Crichton), lo spettatore è disturbato dal pensiero che una macchina creata dall'uomo possa prenderne il sopravvento, e non basta il finale sommariamente positivo a rassicurarlo, perché il fatto che la ribellione sia accaduta una volta non esclude che possa ripetersi. Crichton rielabora il tema classico della ribellione delle macchine mettendola in relazione con la complessità dei sistemi informatici, introducendo numerosi elementi che saranno poi citati in opere successive dello stesso genere (fra tutte Terminator), come l'idea di macchine progettate da macchine, che suggerisce un processo evolutivo che può andare fuori controllo e rivoltarsi contro gli esseri umani. Anche esplicitamente citata in Terminator è la sequenza finale dell'inseguimento, con riprese in soggettiva dal punto di vista del robot e la distruzione progressiva del robot (in particolare del suo volto) che ne rivela le interiora meccaniche e la sostanziale alienità.
Il film è rimasto fortemente impresso nella cultura popolare, soprattutto statunitense, ed è ampiamente citato. Si pensi per esempio alla band britannica Westworld o ai numerosi riferimenti al film nella serie animata I Simpson e Futurama. Anche un episodio di Scooby-Doo è esplicitamente ispirato all'ambientazione e alla trama di questo film. Lo scrittore della serie horror per ragazzi Piccoli brividi, R.L. Stine, si è ispirato a questo film per realizzare il trentaseiesimo racconto della serie, Gli orrori di Shock Street.

### Videogiochi
Westworld (1984) C64
Westworld 2000 (1996) Windows
Westworld (2018) per dispositivi mobile
Westworld: Awakening (2019) Windows